# Sugar Duties Act 1846
Le Sugar Duties Act 1846 (9 & 10 Vict) était une loi du Royaume-Uni qui égalisait les droits d'importation pour le sucre des colonies britanniques. Il a été adopté en 1846 en même temps que l'abrogation des lois sur le maïs par l'Importation Act 1846 (9 & 10 Vict. c. 22). La loi, conjuguée à la récente abolition de l'esclavage , a eu un effet dévastateur sur les profits de la plantocratie antillaise , qui bénéficiait auparavant de droits d'importation réduits. Il y avait en fait deux Sugar Duties Acts en 1846 (c.41 et c.63), l'un remplaçant l'autre.
En l'absence de main-d'œuvre bon marché et de protection tarifaire préférentielle, les propriétaires de plantations des Antilles britanniques ne pouvaient pas concurrencer Cuba et le Brésil, où le sucre était encore produit à l'aide de main-d'œuvre esclave. L'essor de la betterave sucrière européenne comme alternative bon marché à la canne à sucre a encore aggravé leur position. Les propriétaires de plantations aux Antilles se sont sentis trahis par la législation,[réf. nécessaire] car ils avaient compris que la protection tarifaire resterait en place en contrepartie de leur accord sur l'abolition de l'esclavage huit ans plus tôt.